# Síakrobatika a 2018. évi téli olimpiai játékokon
A 2018. évi téli olimpiai játékokon a síakrobatika versenyszámait a Pogvang (Bogwang) Phoenix Parkban rendezték február 9. és 23. között.
A férfiaknak és a nőknek egyaránt 5–5 versenyszámban osztottak érmeket.

## Naptár
Az időpontok helyi idő szerint (UTC+9) és magyar idő szerint (UTC+1) olvashatóak. A döntők kiemelt háttérrel vannak jelölve.
| Dátum       | Helyi idő | Magyar idő | Versenyszám                 |
| ----------- | --------- | ---------- | --------------------------- |
| február 9.  | 10:00     | 2:00       | Női mogul, 1. selejtező     |
| február 9.  | 11:45     | 3:45       | Férfi mogul, 1. selejtező   |
| február 11. | 19:30     | 11:30      | Női mogul, 2. selejtező     |
| február 11. | 21:00     | 13:00      | Női mogul, döntő            |
| február 12. | 19:30     | 11:30      | Férfi mogul, 2. selejtező   |
| február 12. | 21:00     | 13:00      | Férfi mogul, döntő          |
| február 15. | 20:00     | 12:00      | Női ugrás, selejtező        |
| február 16. | 20:00     | 12:00      | Női ugrás, döntő            |
| február 17. | 10:00     | 2:00       | Női slopestyle, selejtező   |
| február 17. | 13:00     | 5:00       | Női slopestyle, döntő       |
| február 17. | 20:00     | 12:00      | Férfi ugrás, selejtező      |
| február 18. | 10:00     | 2:00       | Férfi slopestyle, selejtező |
| február 18. | 13:15     | 5:15       | Férfi slopestyle, döntő     |
| február 18. | 20:00     | 12:00      | Férfi ugrás, döntő          |
| február 19. | 10:00     | 2:00       | Női félcső, selejtező       |
| február 20. | 10:30     | 2:30       | Női félcső, döntő           |
| február 20. | 13:00     | 5:00       | Férfi félcső, selejtező     |
| február 21. | 11:30     | 3:30       | Férfi krossz, selejtezők    |
| február 21. | 14:30     | 6:30       | Férfi krossz, döntők        |
| február 22. | 11:30     | 3:30       | Férfi félcső, döntő         |
| február 23. | 11:30     | 3:30       | Női krossz, selejtezők      |
| február 23. | 14:30     | 6:30       | Női krossz, döntők          |

## Éremtáblázat
(Az egyes számoszlopok legmagasabb értéke, vagy értékei vastagítással kiemelve.)
| A 2018. évi téli olimpiai játékok éremtáblázata síakrobatikában | A 2018. évi téli olimpiai játékok éremtáblázata síakrobatikában | A 2018. évi téli olimpiai játékok éremtáblázata síakrobatikában | A 2018. évi téli olimpiai játékok éremtáblázata síakrobatikában | A 2018. évi téli olimpiai játékok éremtáblázata síakrobatikában | Olimpia  |
| --------------------------------------------------------------- | --------------------------------------------------------------- | --------------------------------------------------------------- | --------------------------------------------------------------- | --------------------------------------------------------------- | -------- |
|                                                                 | Ország                                                          | Arany                                                           | Ezüst                                                           | Bronz                                                           | Összesen |
| 1.                                                              | Kanada (CAN)                                                    | 4                                                               | 2                                                               | 1                                                               | 7        |
| 2.                                                              | Svájc (SUI)                                                     | 1                                                               | 2                                                               | 1                                                               | 4        |
| 2.                                                              | Egyesült Államok (USA)                                          | 1                                                               | 2                                                               | 1                                                               | 4        |
| 4.                                                              | Franciaország (FRA)                                             | 1                                                               | 1                                                               | 0                                                               | 2        |
| 5.                                                              | Fehéroroszország (BLR)                                          | 1                                                               | 0                                                               | 0                                                               | 1        |
| 5.                                                              | Norvégia (NOR)                                                  | 1                                                               | 0                                                               | 0                                                               | 1        |
| 5.                                                              | Ukrajna (UKR)                                                   | 1                                                               | 0                                                               | 0                                                               | 1        |
|                                                                 |                                                                 |                                                                 |                                                                 |                                                                 |          |
| 8.                                                              | Kína (CHN)                                                      | 0                                                               | 2                                                               | 1                                                               | 3        |
| 9.                                                              | Ausztrália (AUS)                                                | 0                                                               | 1                                                               | 0                                                               | 1        |
|                                                                 |                                                                 |                                                                 |                                                                 |                                                                 |          |
| 10.                                                             | Olimpikonok Oroszországból (OAR)                                | 0                                                               | 0                                                               | 2                                                               | 2        |
| 11.                                                             | Japán (JPN)                                                     | 0                                                               | 0                                                               | 1                                                               | 1        |
| 11.                                                             | Kazahsztán (KAZ)                                                | 0                                                               | 0                                                               | 1                                                               | 1        |
| 11.                                                             | Nagy-Britannia (GBR)                                            | 0                                                               | 0                                                               | 1                                                               | 1        |
| 11.                                                             | Új-Zéland (NZL)                                                 | 0                                                               | 0                                                               | 1                                                               | 1        |
|                                                                 |                                                                 |                                                                 |                                                                 |                                                                 |          |
| Összesen                                                        | Összesen                                                        | 10                                                              | 10                                                              | 10                                                              | 30       |

## Érmesek

### Férfi
| A 2018. évi téli olimpiai játékok érmesei férfi síakrobatikában |                                     |                            |                                            |                                  |                                                   |                                                   |
| Versenyszám                                                     | Arany                               | Arany                      | Ezüst                                      | Ezüst                            | Bronz                                             | Bronz                                             |
| Ugrás                                                           | Oleksandr Abramenko · Ukrajna (UKR) | 128,51                     | Csia Cung-jang (Jia Zongyang) · Kína (CHN) | 128,05                           | Ilja Burov · Olimpikonok Oroszországból (OAR)     | 122,17                                            |
| Félcső                                                          | David Wise · Egyesült Államok (USA) | 97,20                      | Alex Ferreira · Egyesült Államok (USA)     | 96,40                            | Nico Porteous · Új-Zéland (NZL)                   | 94,80                                             |
| Mogul                                                           | Mikaël Kingsbury · Kanada (CAN)     | 86,63                      | Matt Graham · Ausztrália (AUS)             | 82,57                            | Hara Daicsi · Japán (JPN)                         | 82,19                                             |
| Slopestyle                                                      | Øystein Bråten · Norvégia (NOR)     | 95,00                      | Nick Goepper · Egyesült Államok (USA)      | 93,60                            | Alex Beaulieu-Marchand · Kanada (CAN)             | 92,40                                             |
| Krossz                                                          | Brady Leman · Kanada (CAN)          | Brady Leman · Kanada (CAN) | Marc Bischofberger · Svájc (SUI)           | Marc Bischofberger · Svájc (SUI) | Szergej Ridzik · Olimpikonok Oroszországból (OAR) | Szergej Ridzik · Olimpikonok Oroszországból (OAR) |

### Női
| A 2018. évi téli olimpiai játékok érmesei női síakrobatikában |                                        |                             |                                        |                                |                                          |                           |
| Versenyszám                                                   | Arany                                  | Arany                       | Ezüst                                  | Ezüst                          | Bronz                                    | Bronz                     |
| Ugrás                                                         | Hanna Huskova · Fehéroroszország (BLR) | 96,14                       | Csang Hszin (Zhang Xin) · Kína (CHN)   | 95,52                          | Kung Fan-jü (Kong Fanyu) · Kína (CHN)    | 70,14                     |
| Félcső                                                        | Cassie Sharpe · Kanada (CAN)           | 95,80                       | Marie Martinod · Franciaország (FRA)   | 92,60                          | Brita Sigourney · Egyesült Államok (USA) | 91,60                     |
| Mogul                                                         | Perrine Laffont · Franciaország (FRA)  | 78,65                       | Justine Dufour-Lapointe · Kanada (CAN) | 78,56                          | Yuliya Galysheva · Kazahsztán (KAZ)      | 77,40                     |
| Slopestyle                                                    | Sarah Höfflin · Svájc (SUI)            | 91,20                       | Mathilde Gremaud · Svájc (SUI)         | 88,00                          | Isabel Atkin · Nagy-Britannia (GBR)      | 84,60                     |
| Krossz                                                        | Kelsey Serwa · Kanada (CAN)            | Kelsey Serwa · Kanada (CAN) | Brittany Phelan · Kanada (CAN)         | Brittany Phelan · Kanada (CAN) | Fanny Smith · Svájc (SUI)                | Fanny Smith · Svájc (SUI) |